# Stanton, California

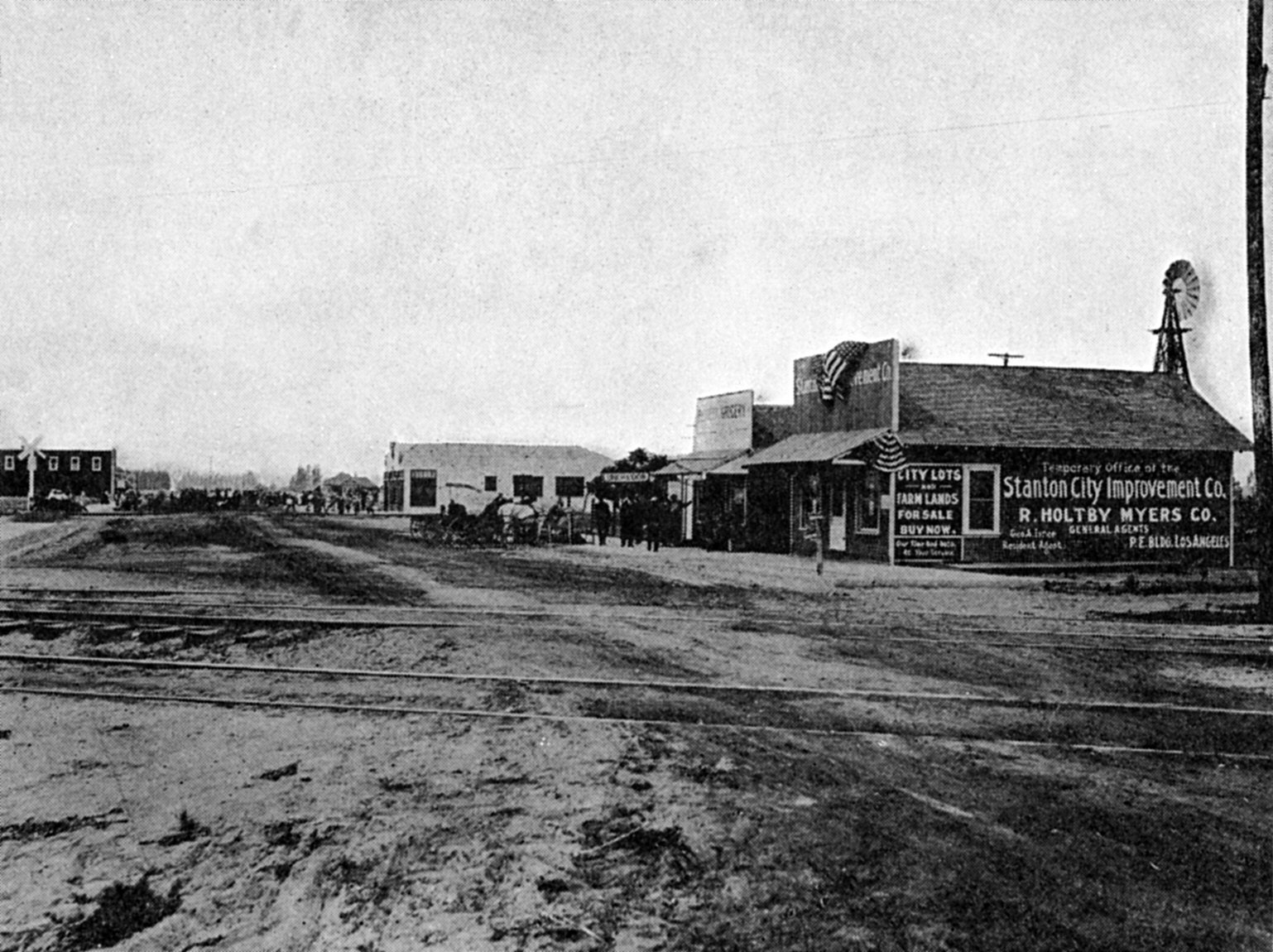
Downtown Stanton, 1913

Stanton, California là một thành phố ở quận Cam, tiểu bang California, Hoa Kỳ. Thành phố có diện tích 8,158km2.
Stanton nằm ở phía tây quận Cam, California. Dân số là 38.186 tại điều tra dân số năm 2010, tăng từ 37.403 vào điều tra dân số năm 2000. Thành phố được thành lập vào năm 1956 và hoạt động theo hình thức chính quyền Hội đồng-quản lý, cung cấp đầy đủ các dịch vụ đô thị. Stanton giáp Cypress về phía tây, Anaheim ở phía bắc, và phía đông, và Garden Grove, phía đông và phía nam.

## Dân số
Cơ cấu chủng tộc của dân cư Stanton gồm 16.991 (44,5%) người da trắng, 858 (2,2%) người Mỹ gốc Phi, 405 (1,1%) người Mỹ bản xứ, 8831 (23,1%) châu Á, 217 (0,6%) Thái Bình Dương, 9274 (24,3%) từ các chủng tộc khác, và 1610 (4,2%) từ hai hoặc nhiều chủng tộc. Người Hispanic hay Latino hoặc thuộc chủng tộc khác là 19.417 người (50,8%). Người da trắng không Tây Ban Nha là 21,8% dân số. 